# Aegla platensis
Aegla platensis es una especie de decápodo aéglido integrante del género Aegla, cuyos miembros son denominados comúnmente cangrejos tanque, cangrejos pancora, cangrejos de agua dulce, falsos cangrejos o cucarachas de río. Este crustáceo habita en aguas dulces del centro-sur de América del Sur.

## Taxonomía
Esta especie fue descrita originalmente en el año 1942 por el biólogo carcinólogo estadounidense Waldo LaSalle Schmitt.
Localidad y ejemplares tipo
El ejemplar holotipo es un macho de 38 mm, etiquetado como el USNM 80018, el cual integraba un lote compuesto por 2 machos y 2 hembras. Fue colectado por el doctor W. E. Safford el 4 de mayo de 1887 en la isla Flores, partido de Tigre, provincia de Buenos Aires, en el centro-este de la Argentina. El paratipo es una hembra con los mismos datos del holotipo.
Para el biólogo argentino Raúl Adolfo Ringuelet no sería en Tigre la localidad tipo sino en la isla de Flores, departamento de Canelones, Uruguay, sin documentar su hipótesis. Para los carcinólogos Georgina Bond-Buckup y Ludwig Buckup en cambio, podría ser el arroyo Las Flores, en el partido homónimo, en plena llanura pampeana de la provincia de Buenos Aires.

## Distribución y hábitat
Este cangrejo habita en el fondo de arroyos, ríos, lagunas y lagos de agua dulce. Se distribuye en el sudoeste del Uruguay, Paraguay, el sur del Brasil en la sudoeste de Santa Catarina y gran parte de Río Grande del Sur (incluyendo la cuenca del río Guaíba), y el norte y centro argentino.
Argentina
- Buenos Aires: isla Flores, partido de Tigre, isla Martín García, Río de la Plata frente al club de Pescadores.

- Tucumán: Manantial, Tafí Viejo, San Pedro de Colalao, camino a Tafí del Valle, balneario del río Loro.

- Catamarca: La Alameda, La Carrera, Singuil, Las Pirquitas.

- Misiones: balneario Itacamaré sobre el río homónimo, San Javier, puente sobre el arroyo Garupá, arroyo Santa María, alto río Uruguay.

Brasil
- Santa Catarina: Palmitos, río Passarinhos, puente de la BR 158; Chapecó, afluente del río Lambedor, Itapiranga, Peritiba, río Rancho Grande.

- Río Grande del Sur: Tenente Portela, río Parizinho, Constantina, Linha Beira Faixa, Santa Rosa, Santo Ángelo, río Moinho, Triunfo.

Paraguay
Colonia Independencia, arroyo Itá.
Uruguay
- Colonia: Nueva Palmira
- Canelones
- Montevideo: Montevideo, arroyo Miguelete, El Prado.

## Características y costumbres
Si bien se han medido ejemplares machos de hasta 45,9 mm, es un cangrejo pequeño, incluso para su género. La longitud promedio en los machos es de 19,17 mm y en las hembras es de 19,06 mm. La hembra y el joven presentan la palma del quelípodo más pequeña, y con pocos tubérculos.
Esta especie es similar a A. uruguayana. Ambas son especies morfológicamente parecidas, y poseen una distribución simpátrica en la cuenca del Plata.
Comparándolas entre sí, se destaca en A. platensis la presencia de lóbulo en el margen proximal del dedo móvil del quelípedo, por la presencia de cresta palmar, por la ausencia apicalmente de una robusta elevación ornada no posee  espinas en el 4º esternito torácico y por el tipo de ornamento en el margen ventral del isquio del quelípedo.
Estudiando las cuantificaciones de su morfometría geométrica, se encontraron diferencias más profundas en la forma de la región anterior del cefalotórax, en las espinas anterolaterales orbitales, en la prominencia del rostrum, la que es mayor en A. uruguayana, la que también posee una frente más amplia que A. platensis, tanto orbitaria como extraorbitaria sinusoidal.